# Tekla Biesiekierska

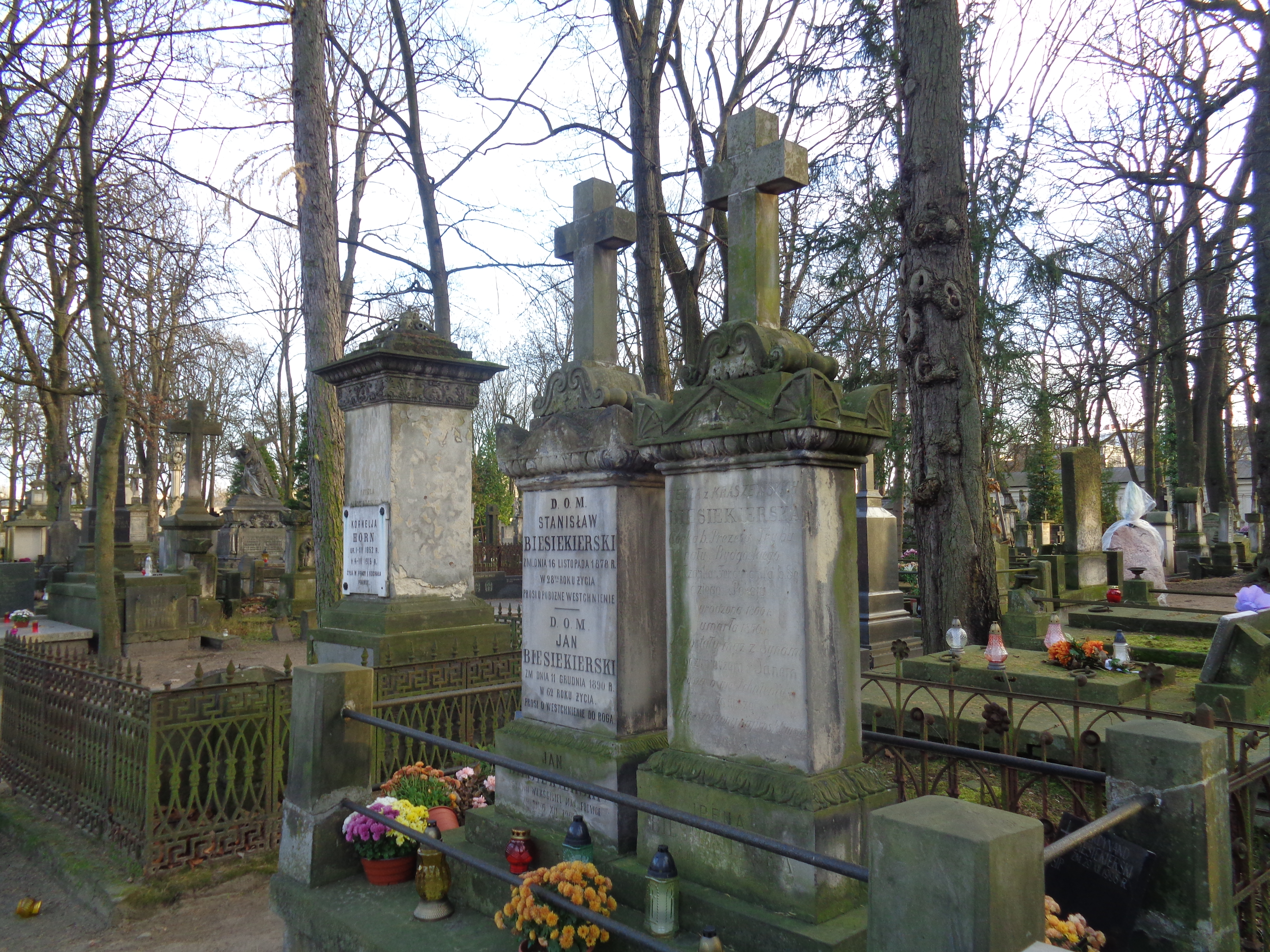
Grób Tekli Besiekierskiej na cmentarzu Powązkowskim

Tekla Teresa Biesiekierska z domu Kraszewska (ur. 1800 na Litwie lub 1801 w Tarkowie Górnym, zm. 2 stycznia 1850 w Warszawie) – polska powieściopisarka i pisarka literatury dla młodzieży.

## Życiorys
Urodziła się w rodzinie generała Jana Kraszewskiego, byłego prezesa trybunału departamentu bydgoskiego i Anny z Poleskich. Jej krewnym był Józef Ignacy Kraszewski.
W 1842 roku w tygodniku Przyjaciel Ludu w odcinkach publikowała tłumaczenie powieści Isabelle de Montolieu pt. Stary łatacz obuwia. W 1844 roku w drukarni M. Chmielnickiego wydała powieść Rozalia i Anusia, czyli przeniesienie obowiązku na miłość, a dochód z jej sprzedaży przeznaczyła na cele charytatywne. Poza tym, w 1844 roku napisała także powieść Przybrana córka, a rok później powieść Wdowa sierżanta, które wydała w czasopiśmie Pielgrzym Eleonory Ziemięckiej. Była także autorką wielu artykułów opublikowanych w czasopiśmie Zorza, pisała także wiersze i piosenki. W Noworoczniku na rok 1838 pod redakcją Pauliny Wilkońskiej opublikowano dwa wiersze Biesiekierskiej: O wielkości Boga (tłumaczenie francuskiego wiersza Alfonsa Lamartine) oraz Powój i rezeda.
Utwory swojego autorstwa podpisywała jako Ferdynandowa Biesiekierska, Tekla z K.B., Tekla z Kr.B. lub T. z Kraszewskich B....
Pod koniec życia wraz z mężem mieszkała w Warszawie (na Nowym Świecie), gdzie zmarła 2 stycznia 1850 roku. Pochowana na Starych Powązkach (kwatera 5-3-1)

## Życie prywatne
W 1820 roku wyszła za mąż za Ferdynanda Erazma Biesiekierskiego, właściciela dóbr w Pomarzanach, podporucznika 11 Pułku Piechoty Liniowej i ekonomistę. Miała z nim trójkę dzieci: Włodzimierza (ur. 1821, zm. 1904), Barbarę Franciszkę (ur. 1822, zm. 1823) i Jana Rudolfa (ur. 1826, zm. 1890).

## Ważniejsze prace literackie
- Rozalia i Anusia, czyli przeniesienie obowiązku na miłość (1844)
- Przybrana córka (1844)
- Wdowa sierżanta (1845)